# Жените се момци
Жените се момци је други студијски албум Јелене Карлеуше, из 1996. године. Албум је издати за издавачку кућу ПГП-РТС у сарадњи са Данел естрадом. Ово је био први и последњи Јеленин албум издат од стране тих издавачких кућа. На албуму се налази 9 композиција.

## Списак песама
На албуму се налазе следеће песме:
| Бр. | Назив                    | Текст                | Музика               | Аранжман       | Трајање |
| --- | ------------------------ | -------------------- | -------------------- | -------------- | ------- |
| 1.  | Жените се момци          | Владо Куч            | Златко Тимотић       | Златко Тимотић | 03:30   |
| 2.  | Хоћу са тобом            | Боса Гајић           | Златко Тимотић       | Златко Тимотић | 03:39   |
| 3.  | Твојом улицом            | Драган Брајовић      | Драган Брајовић      | Златко Тимотић | 03:34   |
| 4.  | Моји другови             | Драган Брајовић      | Драган Брајовић      | Златко Тимотић | 03:00   |
| 5.  | Не мрзим те ни сад       | Драган Брајовић      | Златко Тимотић       | Златко Тимотић | 03:34   |
| 6.  | Сад смо странци постали  | Ј. Крстић            | Златко Тимотић       | Златко Тимотић | 03:48   |
| 7.  | Сад знам                 | Един Дервишхалидовић | Един Дервишхалидовић | Златко Тимотић | 03:51   |
| 8.  | Могу бити памук          | Драган Брајовић      | Златко Тимотић       | Златко Тимотић | 03:53   |
| 9.  | А сада идем (feat. Гале) | Фахрудин Пецикоза    | Суад Јукић           | Златко Тимотић | 04:20   |

## Информације о албуму
- Извршни продуцент: Зоран Башановић
- Снимано у студију "ПИНК" у Земуну
- Гитаре: Тонко Живановић
- Пратећи вокали: Мирослав Ковачевић, Велимир Митровић, Златко Тимотић, Јаги
- Ремикс: Златко Тимотић, Борис Вртачник
- Музички уредник: Жика Луна
- Фото: Дејан Милићевић
- Директор и главни уредник: Војислав Трандафировић
- Продукција: Данијел Естрада

## Обраде
- 7. Сад знам (оригинал: Елвира Рахић - Сада знам - 1995)
- 9. А сада идем (оригинал: Елвира Рахић и Суад Јухић - А сада идем - 1995)